# По-американски
«По-американски» — рассказ русского писателя XIX-XX веков Антона Павловича Чехова, написанный в 1880 году и впервые опубликованный 7 декабря 1880 года под псевдонимом «Антоша Ч.» в сорок девятом номере художественно-юмористического журнала «Стрекоза». Разрешение цензурного комитета было получено 4 декабря.
Рассказчик — молодой мужчина, литератор, бедный, но с «блестящей будущностью» — «имеет сильнейшее поползновение вступить в самый законнейший брак», для чего сначала представляет и описывает себя. Во второй части герой рассказывает о требованиях к потенциальной жене, которая должна быть молодой, верной, всё уметь, разделять его интересы, «называться как-нибудь поблагороднее» и главное «иметь minimum 200 000 рублей серебром».
Антон Павлович упоминает в тексте Николая Лукича Пушкарёва: «любимые мои поэты Пушкарёв и иногда я сам». Позже Чехов дружил с Пушкарёвым и печатался в его изданиях, рассказывая брату Александру, что «кумовство важный двигатель, а я кум».
15 апреля 1886 года рассказ был перепечатан в четвёртом номере московского литературно-юмористического журнала «Развлечение».